# Governança da Internet
A Governança da Internet é o conjunto de atividades que permitem a evolução e o uso da internet; atividades de desenvolvimento, planejamento e execução, por Governos, sociedade civil e iniciativa privada, em seus respectivos papéis de princípios, de regras, de procedimentos decisórios e de programas compartilhados para a evolução da internet.

## História
A forma peculiar de governança da Internet marcou o seu desenvolvimento e crescimento iniciais. Desde sua concepção inicial, a Internet se caracterizou por não ter uma organização central decidindo quem poderia usá-la e como, tema que foi objeto de vários debates.
Pode-se dividir a história da governança da Internet em quatro grandes fases: de 1958 até 1983; de 1984 até 1991; de 1992 até 1997; e de 1997 em diante.

### Primeira fase
Na primeira fase, de 1958 a 1983, no período da Guerra Fria, começou com a criação da Internet com um projeto da Agência de Projetos de Pesquisa Avançada de Defesa do Departamento de Defesa dos Estados Unidos, a Arpanet, cujo objetivo inicial era interligar várias interfaces e terminais distintos através de um padrão de comunicação. Durante o desenvolvimento da Arpanet, uma série numerada de Pedidos de Comentários (RFCs) foi criada documentando decisões técnicas e métodos de trabalho e como essas evoluíram. As normas atuais da Internet ainda são documentados por RFCs através do processo que evoluiu muito na Arpanet. 
No final da década de 1970, a Arpanet tinha crescido tanto que o seu protocolo de comutação de pacotes original, chamado de Network Control Protocol (NCP), tornou-se inadequado. Foi então que a Arpanet começou a usar um novo protocolo chamado TCP/IP (Transmission Control Protocol/Internet Protocol). Em 1983, o Sistema de Nomes de Domínios foi inventado para gerir os nomes e os endereços dos computadores na "ARPA Internet".
Ainda em 1979, um grupo de universidades norte-americanas se organizou para criar uma rede acadêmica para atender mais de 120 departamentos de ciência da computação (interessados no uso de redes de computadores), pois apenas 10% destes tinham acesso à ARPANET. As universidades solicitaram o patrocínio da fundação NSF (National Science Foundation), o órgão governamental de apoio à pesquisa nos Estados Unidos, para a criação da rede CSNET (Computer Science Research Network), para interligar os pesquisadores em ciência da computação. Esta usaria o protocolo TCP/IP, com influência de Vinton Cerf, da ARPA nas reuniões de concepção da rede que buscava disseminação o uso do protocolo para além da ARPANET.
A CSNET além do uso de circuitos da Telenet (não redundantes), foi desenvolvida também a opção de conexão (mais barata) através de linhas discadas comuns, que ficou conhecida como PHONENET e, também teve interligação com alguns computadores da ARPANET, de modo a criar uma grande comunidade de cientistas da computação. A CSNET entrou em operação em 1982 e foi financiada pela NSF até 1985, quando passou a se autofinanciar através da contribuição dos seus participantes.

### Segunda fase
Na segunda fase, de 1984 a 1991, o uso da Internet no meio acadêmico cresceu e a fundação NSF criou o principal sucessor, a rede NSFNET (National Science Foundation Network, regida pela Acceptable Use Policy que definia os usos aceitáveis/inaceitáveis da rede), que permitiu a conexão nacional de inúmeras instituições acadêmicas. Após o sucesso com a CSNET, a NSF começou a construir em 1985 a NFSNET, a rede proprietária para interligar os novos centros de supercomputação e as diversas universidades e centros de pesquisa dos Estados Unidos. Após a extinção da Arpanet em 1990, a gestão da Internet ficou ao encargo da NSFNET. Em 1991, a fundação NSF diminuiu suas restrições sobre o uso comercial de sua parte da Internet, o que ajudou em sua expansão abrupta. Provedores de redes comerciais começaram a surgir e ampliaram mais a rede.

### Terceira fase
A terceira fase, de 1992 a 1997, levou a IAB, comitê da IETF responsável por guiar a evolução técnica da Internet, a encarregar a IANA (Internet Assigned Numbers Authority) a tarefa de publicar e atribuir os parâmetros técnicos da rede, inclusive o protocolo. Nessa época, pode-se afirmar que a gestão da Internet era da IANA.

### Quarta fase
A quarta fase, de 1998 até hoje, destaca-se pela centralização e organização do serviço DNS através da entidade ICANN (Internet Corporation for Assigned Names and Numbers). Essa empresa sem fins lucrativos e de âmbito internacional, que herdou as responsabilidades de gestão da Internet da IANA, vem implementando um modelo de “governança corporativa” que envolve os setores privados e públicos, como os responsáveis pela manutenção da Internet.
Além disso foi realizada nessa fase a Cúpula Mundial sobre a Sociedade da Informação (CMSI), um grande marco para a governança da Internet, realizada em Genebra em dezembro de 2003, que colocou oficialmente a questão de governança da Internet nas agendas diplomáticas. Foram adotados dois documentos estruturais: uma Declaração de Princípios e um Plano de Ação para ajudar o efetivo desenvolvimento da Sociedade da Informação e ajudar a eliminar a exclusão digital. Além de propor o estabelecimento de um Grupo de Trabalho sobre Governança da Internet (GTGI).

## Atores
Atores (em inglês Actors) é o termo usado em Governança da Internet para indicar as pessoas ou entidades que afetam e são afetadas pelo desenvolvimento e manutenção da Internet. O termo passou a ser adotado pelo Working Group on Internet Governance (WGIG), com o intuito de utilizar uma abordagem para permitir maior participação de todas as entidades intervenientes.
Há vários atores envolvidos no desenvolvimento e execução de princípios, normas, regras, procedimentos decisórios e programas compartilhados que delineiam a evolução e o uso da Internet. Os principais atores são o governo, empresas, sociedade civil, universidades e comunidades da Internet. Todos eles possuem papéis importantes nas tomadas de decisões, sendo que cada um ao seu modo contribui para melhor Governança da Internet.

### Empresas
Essas têm se mostrado como responsáveis pelo desenvolvimento da infraestrutura tecnológica, incluindo computadores, redes e software. Entretanto, a principal preocupação do setor empresarial é a possibilidade de abertura de conversações sobre os direitos de propriedade intelectual na internet.

### Sociedade civil
A sociedade civil é a mais ativa, apesar de possuir influência limitada no processo formal. Tendo uma grande participação na criação e desenvolvimento de conteúdos on-line nas comunidades e compartilhamento de recursos.

### Universidades
As universidades tiveram uma grande participação no estímulo para o desenvolvimento de protocolos internet.

### Governo
O principal desafio para o governo é lidar com o caráter multidisciplinar da gestão da Internet, que envolve questões tecnológicas, sociais, econômicas e aspectos jurídicos. Pelos outros atores envolvidos, este é muito criticado por ser menos conhecedor das questões tecnológicas e da Internet.

## Organizações dedicadas à Internet
- ICANN[8] - Internet Corporation for Assigned Names and Numbers - Corporação sem fins lucrativos responsável pela gestão de diversas organizações relacionadas ao desenvolvimento da internet. Entre as organizações geridas pela ICANN estão, por exemplo: IANA, GNSO e ccNSO.

- IANA[9] - Internet Assigned Numbers Authority - Autoridade da internet que tem como principal atribuição cuidar da distribuição de endereços IP, gerenciar zonas raiz do Domain Name System (DNS), organizar tipos de mídia e cuidar de outros assuntos sobre o Internet Protocol. Primeiramente, foi administrado pelo Information Science Institute juntamente com a University of Southern California. No momento atual, é gerenciada pela ICANN (Internet Corporation for Assigned Names and Numbers).

- GNSO[10] - Generic Names Supporting Organization - Autoridade da internet responsável pela gestão e manutenção dos nomes de domínio genéricos, ou seja, aqueles que não estão vinculados a nenhum país. Exemplos de nomes de domínio genéricos são ".com", ".net", ".org".

- ccNSO[11] - Country Code Names Supporting Organization - Autoridade da internet responsável pela gestão e manutenção dos nomes de domínio dos países. Exemplos de nomes de domínio de países são ".br", ".pt", ".uk".

- NRO[12] Number Resource Organization - Organização que une cinco Registros Regionais de Internet (RIRs) - AfriNIC, APNIC, ARIN, LACNIC e RIPE NCC. Teve seu inicio em 24 de outubro de 2003, quando os quatro RIRs existentes firmaram um Memorando de Entendimento (MoU), a fim de realizar atividades conjuntas, incluindo projetos técnicos e coordenação política.

- RIR - Regional Internet Registry - São organizações para distribuição e registro de números de endereço IP e números de sistemas autônomos na Internet. O funcionamento básico é através da delegação, ou seja, a IANA atribui aos diferentes RIRs, os quais serão descritos abaixo, a habilidade de distribuição dos números citados. A partir dai, os RIRs delegam aos ISP (Internet Service Providers) a responsabilidade de gerenciamento e atribuição dos números.

- IETF[13] - Internet Engineering Task Force - Organização sem fins lucrativos que, em conjunto com W3C e ISO/IEC, desenvolve os padrões de comunicação da internet, como o TCP/IP, por exemplo. Sua função é garantir a evolução da arquitetura da internet e seu bom funcionamento.

- ISOC[14] - Internet Society - Organização sem fins lucrativos cuja missão é "assegurar o livre desenvolvimento, evolução e uso da internet em favor de todas as pessoas ao redor do mundo". Alguns de seus principais objetivos incluídos na missão da organização são:
  1. Facilitar o desenvolvimento de normas, padrões e infra-estrutura técnica para a Internet;
  2. Promover o desenvolvimento de profissionais e grupos alinhados para o desenvolvimento de áreas importantes no desenvolvimento da Internet;
  3. Manter locais que disponibilizem um acervo de informações e troca de experiências voltadas a esse tema.

- IAB[15] - Internet Architecture Board - É o comitê encarregado de supervisionar o desenvolvimento técnico e de engenharia da Internet pela ISOC. Ela supervisiona uma série de forças tarefas, das quais as mais importantes são a IETF (Internet Engineering Task Force) e a IRTF (Internet Research Task Force).

- IRTF[16] - Internet Research Task Force - É um grupo irmão do IETF. Seu objetivo declarado é “Promover pesquisa de importância para a evolução do futuro da Internet através da criação de pequenos Grupos de Pesquisas focados, a longo-prazo trabalhando em tópicos relacionados aos protocolos, aplicações, arquitetura e tecnologia da Internet.” É composto por Grupos de Pesquisas que estudam questões de longo-prazo relacionadas com a Internet e suas tecnologias.

- W3C[17] - World Wide Web Consortium - É a principal organização de normas internacionais para a World Wide Web (WWW ou W3 abreviada).Ela é organizada como um consórcio onde os membros da organização mantém funcionários em tempo integral com o objetivo de trabalhar em conjunto no desenvolvimento de normas para a World Wide Web.

- CGI.br[18] - Comitê Gestor da Internet no Brasil - É composto por membros do governo, do setor empresarial, do terceiro setor e da comunidade acadêmica. Tal grupo tem como objetivo principal tomar decisões quanto a administração, a implantação, a administração e o uso da rede no Brasil. Isso compõe um modelo de Governança na Internet para o Brasil, o qual cuida dos diversos serviços essenciais como o registro de nomes, a segurança, estudos sobre as tecnologias, pontos de troca de tráfego, serviços de sincronia e padronização.

## No Brasil
Para o Brasil, a questão da governança da internet é primeiramente uma questão política. Acredita-se que ela não envolve apenas questões como nomes de domínio e endereços IP, mas também pontos como proteção de dados, spam, multilinguagem, custos de interconexão entre outros aspectos. Portanto, a posição do Brasil em relação a governança da internet é de que a mesma deve ser multilateral, transparente e democrática, contando com a participação governamental e da sociedade civil. Essa visão foi defendida na reunião constitutiva do WGIG (Grupo de trabalho sobre Governança da Internet) em Genebra, 2004..
Por democrática, devemos entender como a maior participação possível de todos os interessados, como no caso do Comitê Gestor da Internet no Brasil – CGI.br – que permite a escolha de seus representantes, por meio de processo eleitoral, sendo eles de diversos setores da sociedade. Dessa forma, a sociedade brasileira pode estar mais presente nas decisões referentes à Internet no Brasil.
Por transparência, entende-se que o processo de decisões deve ser aberto a todos os atores da Governança da Internet e deve ser realizado de forma responsável.
Por multilateral, entende-se que todos os Estados Nacionais possam ser representados igualmente e que os Estados Unidos não permaneçam hegemônicos nessa questão.
Por participação da sociedade civil, entende-se que representantes de diferentes categorias da população possuam poder para eleger seus representantes no Comitê de Governança da Internet.
Um dos principais objetivos da governança da internet é a regulamentação de ações que podem ou não serem feitas. Um dos principais meios para isso foi a criação de tópicos nas legislações federal e estadual e outras normas, voltados especialmente para assuntos relacionados à internet, informática e telecomunicações.
O CGI.Br foi criado pela Portaria Interministerial nº 147, de 31 de maio de 1995. Em 3 de setembro de 2003, foi alterada pelo Decreto Presidencial nº 4.829 para realizar a interação e coordenação de todas as iniciativas de serviços Internet no Brasil, visando promover a qualidade técnica, a inovação e a disseminação dos serviços ofertados.
Algumas ações referentes a governança da internet no Brasil:
- 1995: Criação do Comitê Gestor da Internet no Brasil pela portaria interministerial n° 147;

- 2000: Lei PLS 76/2000, que tipifica e estabelece a punição para crimes eletrônicos;

- 2003: Seminário realizado no Rio de Janeiro que propiciou a criação do Decreto Presidencial nº 4.829, que estabeleceu as normas de funcionamento e atribuições do Comitê Gestor da Internet no Brasil (entre elas, a participação da sociedade nas decisões de uso da rede no Brasil).

### Legislação da Internet

#### Direitos autorais
A maioria das pessoas pensa que se algo foi publicado na Internet passa ter uso livre. Na verdade, não é bem assim. Segundo a legislação brasileira toda obra que tem uma identificação de autoria está protegida pela lei de Direitos Autorais (Art. 13 da Lei n° 9.610 de 19 de fevereiro de 1998). Esses direitos autorais conferem ao autor da obra os direitos de reprodução e exploração econômica enquanto estiver vivo. Após sua morte, os direitos da obra são transferidos aos seus herdeiros e sucessores pelo período de setenta anos, contados a partir de 1° de janeiro do ano subsequente ao de seu falecimento. Decorrido esse período, a obra cai no domínio público. De acordo com os advogados, o direito autoral é infligido quando é feita uma cópia de algo sem o consentimento expresso do autor. Cabe destacar que a Lei de Direito Autoral do Brasil é considerada uma das piores do mundo e ela não é adequada ao ambiente digital, levando a constantes abusos por parte de empresas e escritório de advocacia. Para navegar na Internet é necessário reproduzir a informação desejada, assim a cópia do conteúdo é tão banal em seu funcionamento quanto imprescindível. A reforma da Lei de Direitos Autorais é hoje uma das prioridades do Governo.

#### Sorteios e promoções
Considerada uma das formas mais eficazes de atrair o internauta, a realização de sorteios e promoções na internet não é citada na Lei n° 5.768, de 20 de dezembro de 1971 e no Decreto n° 70.951, de 9 de agosto de 1972, o que gera uma dúvida sobre sua aplicação online. Segundo a legislação, não pode-se realizar uma promoção com sorteio de prêmios sem a autorização do Ministério da Fazenda, de acordo com o seguinte trecho da lei:
Artigo 1º “A distribuição gratuita de prêmios a título de propaganda quando efetuada mediante sorteio, vale-brinde, concurso ou operação assemelhada, dependerá de prévia autorização do Ministério da Fazenda, nos termos desta lei e de seu regulamento”. (Lei n° 5.768, de 20 de dezembro de 1971).
No entanto, para um concurso de frases que distribua prêmios, não é necessário pedir a autorização do Ministério da Fazenda. Neste caso, o concurso é considerado de caráter cultural e não está vinculado a sorteios. Isso fica claro no artigo 30 da lei:
Artigo 30 “Independe de autorização a distribuição gratuita de prêmios em razão do resultado de concurso exclusivamente cultural, artístico, desportivo ou recreativo, desde que não haja subordinação a qualquer modalidade de área ou pagamento pelos concorrentes, nem vinculação destes ou dos contemplados à aquisição ou uso de qualquer bem, direito ou serviço”. (Lei n° 5.768, de 20 de dezembro de 1971).
Caso o participante tenha que pagar uma taxa ou adquirir um produto para participar da promoção, o concurso perde seu caráter cultural e torna-se necessário a autorização do Ministério da Fazenda.

## Juventude e governança
Devido ao amplo uso das Tecnologias da Informação e Comunicação (TICs), em especial a Internet, por crianças, adolescentes e jovens adultos foi construído o conceito de nativo digital. O termo é criticado por fortalecer a percepção que nativos digitais, especialmente crianças e adolescentes, dispensariam a necessidade de letramento digital. Além disso, crianças e adolescentes seriam percebidos como "miniadultos".
Diante desse cenário, instituições como o CGI.br, a ISOC, ICANN e a SaferNet criaram programas de formação e promoção da participação de jovens em debates sobre Governança da Internet.

### Youth@IGF
O programa foi criado em 2015, diante da nova realização do Internet Governance Forum (IGF) no Brasil, dessa vez na cidade de João Pessoa. A ideia foi inicialmente desenvolvida por colaboração entre o CGI.br e a ISOC. O CGI.br definiu, através da resolução 2015/003 em janeiro de 2015 que deveria estimular a participação de jovens da América Latina nos debates de Governança da Internet. O Programa Youth@IGF foi realizado em parceria entre o CGI.br e a ISOC até 2016, quando o Internet Governance Forum (IGF) ocorreu na cidade de Guadalajara, no México. Posteriormente o CGI.br optou por desenvolver outro programa, voltado para brasileiros, o Programa Youth Brasil (PYB). A ISOC permaneceu com o programa até 2018, quando optou por remodelar as atividades e criar o IGF Youth Embassators. 

### Observatório da Juventude
Comumente chamado de Youth Observatory, em língua inglesa. O Observatório da Juventude trata-se de um grupo de interesse especial (special interest group, em inglês) oficialmente reconhecido pela Internet Society (ISOC). Em 2017, a partir das contribuições de jovens pesquisadores no campo da internet, a organização publicou o livro Análises de uma juventude conectada: Governança da Internet. 

### Conexão Malunga (COM)
A Conexão Malunga é uma plataforma voltada a discutir temas de Tecnologias da Informação e Comunicação (TICs), Comunicação Social, ciberativismo e feminismo negro, fundada em 2020 por mulheres jovens baianas com o objetivos de promover discussões e a emancipação, com bases nas identidades afro-brasileiras a partir da região nordeste do Brasil. As atividades incluem promover comunicação social de impacto sobre como as TICs podem influir nas vidas de pessoas negras através de tecnologias de vigilância, por exemplo. O grupo tem organizado discussões em eventos nacionais e globais de Governança da Internet, como a RightsCon e o Fórum da Internet no Brasil (FIB).

## Iniciativas da ONU
- Fórum de Governança da Internet (IGF)
- Cúpula Mundial sobre a Sociedade da Informação (CMSI)
- Grupo de Trabalho sobre Governança da Internet (GTGI)

## Direito autoral na Internet
Com a Internet, a facilidade de acesso a qualquer tipo de informação, assim como sua cópia e distribuição, colocam em perigo o delicado equilíbrio existente entre o interesse público e o interesse dos autores de materiais protegidos, estes representados pelas companhias gravadoras e de multimídia. O problema existente nesse contexto foi salientado pela popularização dos programas P2P, onde os usuários compartilham músicas, vídeos, livros, jogos etc., gerando prejuízos estimados em bilhões de dólares. Isso deixou clara a fragilidade existente nas questões relativas à atual situação da proteção dos direitos autorais na internet. As indústrias fonográficas e do entretenimento têm feito lobby intensivamente nos âmbitos nacional e internacional para fortalecer a proteção ao direito autoral. Nos Estados Unidos, a proteção mais rigorosa ao direito autoral foi introduzida através da Lei de Direitos Autorais Digitais do Milênio (DMCA), de 1998. No âmbito internacional, a proteção de artefatos digitais foi introduzida pelo Tratado do Direito Autoral da OMPI (1996). Este tratado também contém cláusulas para apertar o regime de proteção ao direito de autor, como disposições sobre limitações aos direitos exclusivos do autor, a proibição de fraudar as proteções tecnológicas aos direitos autorais e outras medidas correlatas.